# Kremnica
Kremnica er en by i det centralige Slovakiet, i regionen Banská Bystrica. Den ligger kun 180 kilometer fra den slovakiske hovedstad  Bratislava. Byen har et areal på 43,13 km² og en befolkning på 4.934(2021) indbyggere.

## Eksterne links
- Officiel hjemmeside

- Wikimedia Commons har flere filer relateret til Kremnica